# NGC 5277
NGC 5277 је спирална галаксија у сазвежђу Ловачки пси која се налази на NGC листи објеката дубоког неба.
Деклинација објекта је + 29° 57' 15" а ректасцензија 13h 42m 38,4s. Привидна величина (магнитуда) објекта NGC 5277 износи 14,6 а фотографска магнитуда 15,4. NGC 5277 је још познат и под ознакама CGCG 161-129, KUG 1340+302, PGC 48563.